# Jack Wall
Jack Wall (Phoenixville, 1964) é um compositor norte-americano de trilhas sonoras para jogos eletrônicos. Ele trabalhou na trilha sonora de mais de 20 títulos incluindo a franquia Myst, Splinter Cell, Jade Empire, Mass Effect e Call of Duty. Wall se formou em engenharia civil na Universidade Drexel, na Filadélfia, e, depois de um breve período trabalhando na construção civil, ele passou a trabalhar na produção musical. Ele já trabalhou com músicos como John Cale, David Byrne e Patti Smith, e, após realizar produções e tarefas sonoras cada vez mais complexas, passou a compor música em 1995.
Wall imediatamente começou a trabalhar na indústria dos jogos eletrônicos, compondo a trilha sonora de Vigilance. Primariamente compondo no estilo orquestral, em 2001 ele compôs a trilha de Myst III: Exile, que é o título que ele diz tê-lo colocado no "mapa" como um compositor de jogos eletrônicos. Em 2002, Wall se tornou um dos 20 co-fundadores da Game Audio Network Guild (G.A.N.G.) como também seu diretor sênior. Em 2005, Wall e Tommy Tallarico produziram a série de concertos Video Games Live. Wall atua como maestro para o tour internacional do concerto. Suas trilhas sonoras para Myst III: Exile, Myst IV: Revelation, Rise of the Kasai, Jade Empire, Mass Effect e Mass Effect 2 foram indicadas e venceram vários prêmios.

## Biografia
Jack Wall nasceu em Phoenixville, Pensilvânia, se formando em engenharia civil na Universidade Drexel na Filadélfia, começando uma carreira "planejando sub-divisões e shoppings centers". Ao mesmo tempo, ele tocava em uma banda de rock, já que também se interessava em música. Depois de gravar uma fita demo com a banda, ele decidiu mudar de carreira, saindo de seu trabalho para produzir música. Wall inicialmente trabalhou como bartender e mais tarde começou arranjou empregos em estúdios de gravação na Filadélfia, Boston e Nova Iorque, trabalhando na Skyline Studios. Em 1991, Wall deixou a Skyline, e até 1994 ele trabalhou como um produtor musical independente e engenheiro sonoro em Nova Iorque, realizando projetos junto com músicos como John Cale, David Byrne e Patti Smith, como também com bandas locais. Durante um período de três anos, Wall trabalhou consistentemente com Cale, eventualmente cuidando do arranjo e da orquestração de suas composições, além de produzir e trabalhar como engenheiro sonoro. Enquanto trabalhava com Cale na trilha sonora do filme House of America, Wall viu Cale compor trinta minutos de música em quase tempo real, e ficou inspirado a começar a compor.

## Carreira

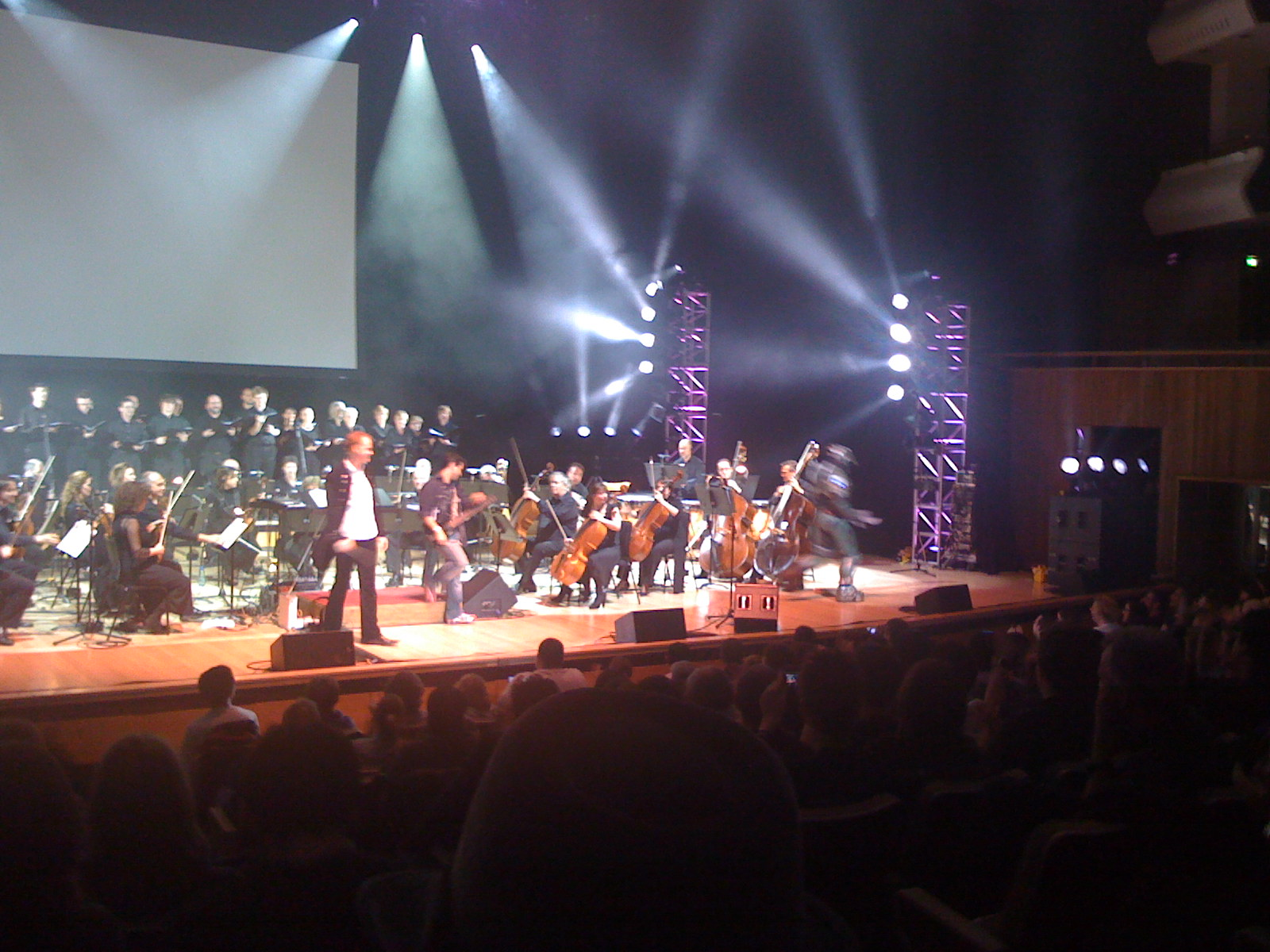
Wall regendo a orquestra da Video Games Live em 24 de outubro de 2008.

No final de 1995, Wall estava vivendo em Los Angeles e casado com a cantora Cindy Shapiro, que ele havia conhecido em 1994. Ela conhecia Ron Martinez, que estava iniciando uma companhia de jogos eletrônicos, a PostLinear Entertainment, e Martinez pediu para Wall trabalhar nela como compositor. Ele compôs a trilha sonora de vários jogos para a PostLinear; o primeiro sendo Vigilance em 1997. Sua filha Gracie também nasceu no início de 1997. Depois de deixar a companhia, ele compôs a trilha de Myst III: Exile, em 2001, que foi seu primeiro trabalho orquestral e a trilha que ele diz tê-lo colocado no "mapa" como um compositor de jogos eletrônicos. O trabalho também foi interessante pessoalmente para Wall já que Exile era a sequência do primeiro jogo que ele jogou na vida, Myst. Exile foi indicado ao prêmio de "Melhor Realização em Composição Musical Original" da Academy of Interactive Arts & Sciences.
Em 2002, Wall se tornou um dos 20 co-fundadores da Game Audio Network Guild (G.A.N.G.) e seu diretor sênior. O grupo trabalha para promover a apreciação da música de jogos eletrônicos, como também de servir de recurso profissional para compositores e músicos. Ela foi desenvolvida e chefiada por Tommy Tallarico. Em 2007, Wall saiu da diretoria da G.A.N.G. e começou a atuar como vice-presidente. Ele continuou a compor para jogos eletrônicos com títulos como The Mark of Kri e Unreal II: The Awakening. Seu trabalho em Myst IV: Revelation, de 2004, lhe deu seus três primeiros prêmios, "Melhor Gravação de Performance ao Vivo", "Melhor Canção Original Vocal – Coral" e "Música do Ano", dos prêmios da G.A.N.G..
Wall, junto com Tallarico, produz a série de concertos Video Games Live, que estreou em 6 de junho de 2005. Durante três anos, os dois planejaram os concertos, que apresenta versões orquestrais de músicas tiradas da trilha sonora de dúzias de jogos eletrônicos. As apresentações consistem em segmentos de músicas tocadas por uma orquestra junto com imagens do jogo, sincronizadas com efeitos de luz, além de vários segmentos interativos com o público comandados por Wall. A Video Games Live pegou a ideia de um concerto sinfônico com músicas de jogos eletrônicos, algo bem popular no Japão, e adicionou elementos de um concerto de rock para a apresentação ser mais atraente para os públicos ocidentais. Em 2005, Wall compôs a premiada trilha de Jade Empire. Seus dois projetos seguintes, Mass Effect, de 2007, e Mass Effect 2, de 2010, foram muito elogiados e receberam várias indicações e prêmios. Em 2012, Wall trabalhou na trilha sonora do jogo de ação Call of Duty: Black Ops II.

## Discografia
- Vigilance (1997)
- 10-Six (1998)
- Flying Saucer (1998)
- Evil Dead: Hail to the King (2000)
- Animorphs: Know the Secret (2000)
- Ultimate Ride (2001)
- Secret Agent Barbie (2001)
- Disney's Extremely Goofy Skateboarding (2001)
- Myst III: Exile (2001)
- The Mark of Kri (2002)
- Ben Hur: Blood of Braves (2003)
- Unreal II: The Awakening (2003)
- Wrath Unleashed (2004)
- Tom Clancy's Splinter Cell: Pandora Tomorrow (2004)
- Myst IV: Revelation (2004)
- Rise of the Kasai (2005)
- Neopets: The Darkest Faerie (2005)
- Jade Empire (2005)
- Mass Effect (2007)
- Mass Effect 2 (2010)
- Call of Duty: Black Ops II (2012)
- Lost Planet 3 (2013)

## Prêmios
| Ano  | Prêmio                                    | Categoria                                        | Trabalho                           | Resultado |
| ---- | ----------------------------------------- | ------------------------------------------------ | ---------------------------------- | --------- |
| 2001 | Academy of Interactive Arts & Sciences    | Melhor Realização em Composição Musical Original | Myst: Exile                        | Indicado  |
| 2004 | GameSpot                                  | Melhor Música Original                           | Myst IV: Revelation                | Indicado  |
| 2004 | Game Audio Network Guild                  | Melhor Trilha Interativa                         | Myst IV: Revelation                | Indicado  |
| 2004 | Game Audio Network Guild                  | Melhor Canção Vocal Original – Pop               | Myst IV: Revelation ("Welcome")    | Indicado  |
| 2004 | Game Audio Network Guild                  | Melhor Gravação de Interpretação ao Vivo         | Myst IV: Revelation                | Venceu    |
| 2004 | Game Audio Network Guild                  | Melhor Canção Vocal original – Coral             | Myst IV: Revelation ("Main Theme") | Venceu    |
| 2004 | Game Audio Network Guild                  | Música do Ano                                    | Myst IV: Revelation                | Venceu    |
| 2005 | Academy of Interactive Arts & Science     | Melhor Realização em Composição Musical Original | Rise of the Kasai                  | Indicado  |
| 2005 | Academy of Interactive Arts & Science     | Melhor Realização em Composição Musical Original | Jade Empire                        | Indicado  |
| 2005 | Game Audio Network Guild                  | Melhor Gravação de Interpretação ao Vivo         | Jade Empire                        | Indicado  |
| 2005 | Game Audio Network Guild                  | Melhor Canção Instrumental Original              | Jade Empire ("Main Theme")         | Indicado  |
| 2005 | Game Audio Network Guild                  | Melhor Álbum de Trilha Sonora Original           | Jade Empire                        | Venceu    |
| 2007 | Game Audio Network Guild                  | Melhor Canção Instrumental Original              | Mass Effect ("The Citadel")        | Indicado  |
| 2007 | Game Audio Network Guild                  | Melhor Álbum de Trilha Sonora Original           | Mass Effect                        | Indicado  |
| 2007 | IGN                                       | Melhor Trilha Original                           | Mass Effect                        | Venceu    |
| 2007 | GameSpot                                  | Melhor Música Original                           | Mass Effect                        | Venceu    |
| 2010 | British Academy of Film & Television Arts | Melhor Música Original                           | Mass Effect 2                      | Indicado  |